# Semecarpus
Semecarpus är ett släkte av sumakväxter. Semecarpus ingår i familjen sumakväxter.

## Dottertaxa tillSemecarpus, i alfabetisk ordning[1]
- Semecarpus acuminata
- Semecarpus albescens
- Semecarpus albicans
- Semecarpus anacardiopsis
- Semecarpus anacardium
- Semecarpus angustatus
- Semecarpus angustifolius
- Semecarpus annamensis
- Semecarpus aruensis
- Semecarpus atra
- Semecarpus auriculata
- Semecarpus australiensis
- Semecarpus balansae
- Semecarpus borneensis
- Semecarpus brachystachys
- Semecarpus bracteatus
- Semecarpus bunburyanus
- Semecarpus calcicola
- Semecarpus cassuvium
- Semecarpus caudatus
- Semecarpus cochinchinensis
- Semecarpus coriacea
- Semecarpus cuneiformis
- Semecarpus cupularis
- Semecarpus curtisii
- Semecarpus densiflorus
- Semecarpus euodiifolius
- Semecarpus forstenii
- Semecarpus gardneri
- Semecarpus glauciphyllus
- Semecarpus glaucus
- Semecarpus graciliflorus
- Semecarpus heterophylla
- Semecarpus humilis
- Semecarpus impressicostatus
- Semecarpus insularum
- Semecarpus kathalekanensis
- Semecarpus kinabaluensis
- Semecarpus kraemeri
- Semecarpus kurzii
- Semecarpus lamii
- Semecarpus lineatus
- Semecarpus longifolius
- Semecarpus longipes
- Semecarpus lucens
- Semecarpus macrophyllus
- Semecarpus magnificus
- Semecarpus marginata
- Semecarpus minutipetalus
- Semecarpus moonii
- Semecarpus myriocarpus
- Semecarpus neocaledonica
- Semecarpus nidificans
- Semecarpus nigroviridis
- Semecarpus obovata
- Semecarpus ochraceus
- Semecarpus pandurata
- Semecarpus papuanus
- Semecarpus parvifolius
- Semecarpus paucinervius
- Semecarpus perniciosus
- Semecarpus poyaensis
- Semecarpus prainii
- Semecarpus pseudoemarginata
- Semecarpus pubescens
- Semecarpus pulvinatus
- Semecarpus reticulata
- Semecarpus riparia
- Semecarpus rostratus
- Semecarpus rufovelutinus
- Semecarpus sandakanus
- Semecarpus schlechteri
- Semecarpus stenophyllus
- Semecarpus subpanduriformis
- Semecarpus subpeltata
- Semecarpus subracemosa
- Semecarpus subspathulata
- Semecarpus tannaensis
- Semecarpus tonkinensis
- Semecarpus trachyphyllus
- Semecarpus travancorica
- Semecarpus trengganuensis
- Semecarpus walkeri
- Semecarpus velutinus
- Semecarpus venenosus
- Semecarpus virotii
- Semecarpus vitiensis